# バショウカジキ
バショウカジキ（芭蕉梶木、学名：Istiophorus platypterus）は、バショウカジキ目バショウカジキ科に属する魚の一種。長大な背鰭が特徴のカジキである。釣りの対象として人気があり、食用にもなる。
日本での地方名はビョウブサシ（富山・石川）、ミノカジキ（神奈川）、スギヤマ（三重・和歌山）、バショウ、バンバ（高知）、バレン（山口・福岡）、ハウオ（長崎）、アキタロウ、ゲンバ（鹿児島）など数多い。

## 特徴
成魚は全長3.3メートルに達する。体は他のカジキ類同様に上顎が伸び、前後に細長い紡錘形の体型だが、他種に比べて第一背鰭が大きく発達する。体は他種に比べて側扁し、小さく細長い鱗に覆われる。吻は長いがマカジキやメカジキほどではない。両顎には小さな歯がある。腹鰭は細長く、吻とほぼ同じ長さになる。

### 生態

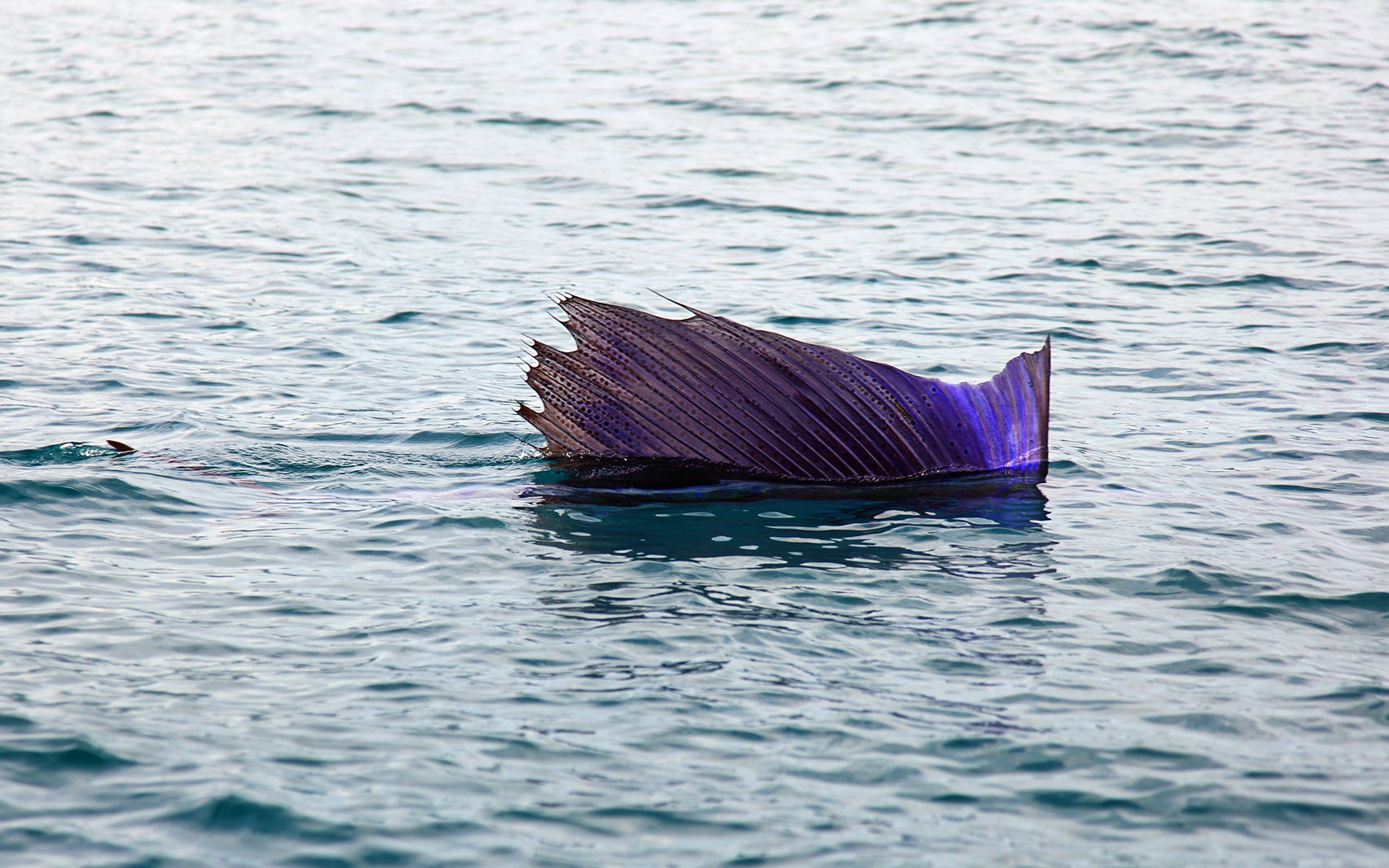
船の帆のように見える背びれ
コスタリカで。

インド太平洋の亜熱帯・熱帯海域に広く分布する。日本近海では東北地方以南に分布するが、北海道南部でも稀に見られる。
カジキ類の例に漏れず外洋回遊性だが、カジキの中では最も沿岸に近づく性質がある。単独か、数尾ほどの小さな群れで行動する。食性は肉食性で、イワシ、アジ、カツオなどの魚やイカ類を捕食する。「高速遊泳を行うことで知られるカジキ類の中でも最も速く泳ぐ水中最速の動物であり、その速度は54ノット（時速100キロメートル）を超える」とまでいわれていた。しかし実際にバショウカジキの遊泳スピードを海で計測した科学論文では平均で時速2キロメートル程度であり、発信機を取り付けて追跡した実験でも最高で時速8キロメートル程度である（その動物が本当に全速力を発揮しているのか、客観的な判断ができないため真の最高速度かどうかは不明である）。
第一背鰭は普段は折りたたまれて目立たないが、背鰭を水面上に広げて泳ぐことがある。その他、獲物を追って急旋回する時などにも大きく広げる。帆のように広がることから英語では「Sailfish」と呼ばれ、日本語では、まっすぐな葉脈のあるバショウの葉に例えられる。
日本近海産のものは4 - 8月にフィリピン東方海域で産卵する。幼魚は第一背鰭と第二背鰭が連続しているが、成長につれ小さな第二背鰭が分離する。

## 利用

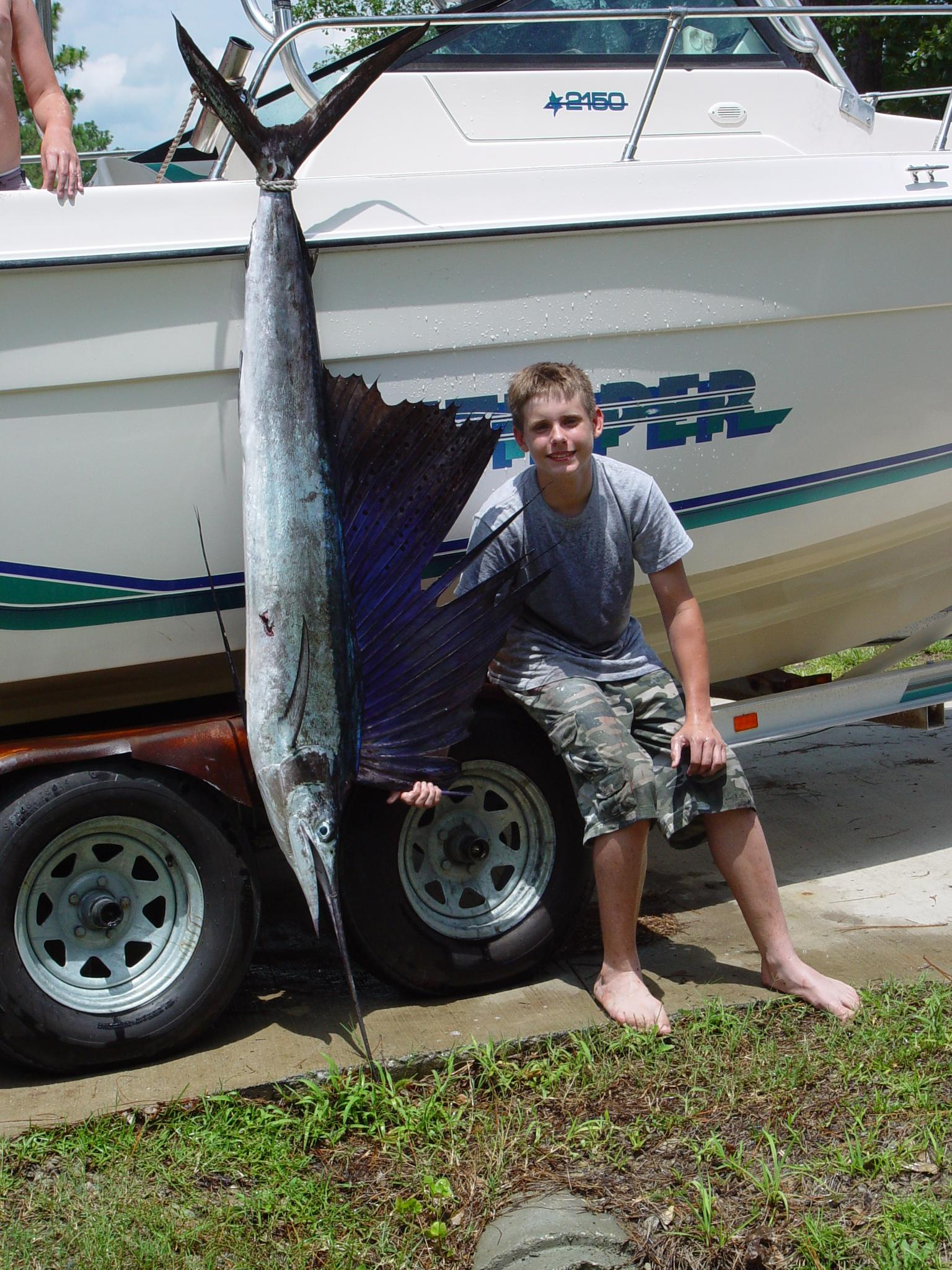
大西洋産 I. albicans

カジキの中でも沿岸に出現しやすいことから、トローリングの対象として人気がある。南シナ海を中心に台湾、フィリピン、マレーシアなどで釣ることができる。漁業面ではマグロ延縄、突きん棒、定置網等で漁獲される。鹿児島県沿岸の呼称「アキタロウ（秋太郎）」は秋に多く漁獲されることに因る。水揚げ後の処理によって鮮度が大きく変わるため、漁師は吻を掴んで頭部を一撃し、速やかに締めの作業を行う。
肉は繊維質が強く脂肪の少ない赤身である。味はマカジキ、メカジキ、クロカジキ、シロカジキに劣るが、夏・秋が旬とされている。刺身、塩焼き、唐揚げなどで食べられる。

## 飼育
沿岸に寄ることが少なく、高速で遊泳するため捕まえづらいこと、身体が傷つきやすいことなどから飼育は非常に難しいとされる。
日本国内ではアクアマリンふくしま、葛西臨海水族園、沖縄美ら海水族館の3館が飼育・展示に挑戦しているが、展示にこぎつけた例は非常に少ない。
アクアマリンふくしまでは2008年に予備水槽で約2週間の飼育に成功、2009年に展示水槽で9月14日から11月26日まで、2か月以上の飼育に成功した。2020年の展示では10月12日から12月5日までの2か月弱、新潟県佐渡島沖の定置網に入網した80センチメートルの幼魚1尾を大水槽へ搬入し11年ぶりの展示に成功した。
2022年にも佐渡島沖の定置網で捕獲された1.2mの個体を9月26日から12月19日の84日間飼育展示し、同種の飼育世界最長記録を更新した。
東京都の葛西臨海水族園でも、鹿児島県の定置網へ出向き幼魚採集と餌付けを行う等、飼育・展示に向け様々な挑戦を行い、2021年9月21日閉園後に1m程度の個体を展示用大水槽「大洋の航海者-マグロ-」へ搬入し9月25日まで飼育、9月24日の閉園後に80cm程度の個体を展示用大水槽「大洋の航海者-マグロ-」へ搬入し9月26日まで飼育した。
沖縄県の美ら海水族館では、2015年（平成27年）から大水槽の新規展示生物の一つとしてバショウカジキの採集情報を集めており、それ以降、毎年にわたって輸送や飼育実験を行い、2020年度は展示水槽である「黒潮の海」大水槽にて遊泳テストを行った。

## 同属種
大西洋産は別種 Istiophorus albicans (Latreille,1804) とされ、この2種のみでバショウカジキ属を構成する。こちらも釣りの対象として人気があり、フロリダ、メキシコ、コスタリカなどのカリブ海沿岸で釣りの愛好者が多い。